# Лукашев, Михаил Николаевич
Михаи́л Никола́евич Лука́шев (27 декабря 1926 — 3 августа 2014, Москва) — советский и российский журналист, историк боевых искусств и спортивных единоборств.

## Биография
С 1960-х годов публиковал статьи и очерки в газетах и журналах, в числе которых — «Советский спорт», «Физкультура и спорт», «Додзё».
Почётный член исполнительного комитета Всероссийской федерации самбо.
Похоронен на Николо-Архангельском кладбище в Балашихинском районе Московской области.

## Творчество
Впервые в советской периодике опубликовал материалы о монастыре Шаолинь, о традициях рукопашного боя средневековой Европы, о спортивной борьбе с «канонами дзюдо» от мэтра Мифунэ.
Написал историю самбо, а также биографии Виктора Афанасьевича Спиридонова,  и Василия Сергеевича Ощепкова — основателей самбо, Нила Николаевича Ознобишина — создателя одной из предшествовавших самбо систем рукопашного боя.
Автор нескольких книг по истории боевых и спортивных единоборств, общий тираж которых превышает 400 тыс. экз. Работы М. Н. Лукашева переведены на английский, французский, немецкий и другие иностранные языки.

### Избранные сочинения
Источник — Электронные каталоги РНБ
- Лукашев М. Н. 10 тысяч путей к победе. — М : Мол. гвардия, 1982. — 175 с. — 200000 экз.
- Лукашев М. Н. И были схватки боевые… : Рассказы о неизвест. эпизодах из слав. прошлого отеч. борьбы, бокса и кулач. боя. — М.: Физкультура и спорт, 1990. — 240 с. — 50000 экз. — ISBN 5-278-00224-7
- Лукашев М. Н. На заре российских систем рукопашного боя. — М.: Будо-Спорт, 2003. — 128 с. — (Боевые искусства. Додзе). — (Рукопашный бой в России в первой половине XX века : Системы и авт.). — 3000 экз. — ISBN 5-901826-05-1
- Лукашев М. Н. Родословная самбо. — М.: Физкультура и спорт, 1986. — 160 с. — 50000 экз.
- Лукашев М. Н. Самозащита для революции. — М.: Будо-Спорт, 2003. — 80 с. — (Рукопашный бой в России в первой половине XX века : системы и авторы ; Кн. 2). — (Боевые искусства. Додзе). — 3000 экз. — ISBN 5-901826-06-X
- Лукашев М. Н. Слава былых чемпионов. — М.: Физкультура и спорт, 1976. — 96 с. — 50000 экз.
- Лукашев М. Н. Сотворение САМБО: система САМ становится САМБО : [О деятельности Виктора Афанасьевича Спиридонова]. — М.: BudoSport, 2003. — 48 с. — (Боевые искусства . Додзе). — (Рукопашный бой в России в первой половине XX века : Системы и авт.). — 2000 экз. — ISBN 5-901826-07-8
- Чем счастлив тренер… : Очерки, зарисовки, интервью : [Сб. / Сост. М. Н. Лукашев]. — М.: Физкультура и спорт, 1987. — 177 с. — 50000 экз.

## Награды
- Почётный диплом Всесоюзного конкурса на лучшую спортивную книгу (1978) — за книгу «Слава былых чемпионов»
- серебряный орден Международной федерации любительского самбо (FIAS)[5].